# Drivers License
Drivers License, stiliserat drivers license, är den amerikanska sångerskan och låtskrivaren Olivia Rodrigos debutsingel, och släpptes den 8 januari 2021. Det är en powerballad som handlar om ett avslutat förhållande där Olivia kände sig bedragen av sin kille, som sade att förhållandet skulle hålla för evigt, för att senare återfå kärleken till honom. Låten blev en stor succé och nådde förstaplats i åtta länder, inklusive hennes hemland USA, samt topp 10 i många andra länder, och spenderade åtta raka veckor som nummer ett på USA:s Billboard Hot 100 vilket är rekord för en debutsingel.[källa behövs]